# Véronique Joffre (illustratrice)
Pour les articles homonymes, voir Joffre (homonymie).
Cet article concerne l’illustratrice. Pour l’architecte, voir Véronique Joffre (architecte).
Véronique Joffre, née en 1982, est une autrice et illustratrice française.

## Biographie
Véronique Joffre obtient un diplôme d'illustration à l'école Estienne en 2003, puis intègre la section illustration de l’École supérieure des arts décoratifs de Strasbourg, dont elle sort diplômée en 2006.
Elle est reconnue pour ses illustrations en collage de papier découpé,.

## Publications

### Autrice
- Véronique Joffre, Imagier mouillé, Paris, Thierry Magnier, juin 2016, 22 p. (ISBN 978-2-36474-891-0)
- Véronique Joffre, Imagier mouvementé, Paris, Thierry Magnier, octobre 2017, 22 p. (ISBN 979-10-352-0078-7)

### Illustratrice
- Corinne Bouvet de Maisonneuve (ill. Véronique Joffre), L'hôtel du soleil à l'envers, Champigny-sur-Marne, Éd. Lito, 2008, 18 p. (ISBN 978-2-244-44111-5)
- Robert Giraud (ill. Véronique Joffre), L'arbre ami du bûcheron, Paris, Flammarion, coll. « Père Castor », 2009 (ISBN 978-2-08-122258-8)
- Francette Orsoni (ill. Véronique Joffre), Ninu et la mère des vents, Syros, avril 2010 (ISBN 978-2-7485-0904-5 et 2-7485-0904-8)
- Patrice Favaro (ill. Véronique Joffre), La grande légende de Rama et Sita, Voisins-le-Bretonneux, Rue Du Monde, coll. « Vaste monde », 2010, 32 p. (ISBN 978-2-35504-130-3)
- La coiffe de plumes : d'après un conte d'Argentine  (ill. Véronique Joffre), Arpajon, Amaterra, 2010, 16 p. (ISBN 978-2-917890-16-5)
- Sophie Guiberteau (ill. Véronique Joffre), L'étoile de Man-su, Paris, Chan-ok, coll. « D'ici et d'ailleurs », 2011, 32 p. (ISBN 978-2-916899-46-6)
- Hubert Ben Kemoun (ill. Véronique Joffre), Machin Truc Chouette, Voisins-le-Bretonneux, Rue Du Monde, octobre 2011, 32 p. (ISBN 978-2-35504-175-4)[4]
- Laurence Fugier (ill. Véronique Joffre), La folle journée de Nasreddin Hodja : un conte de Turquie, Voisins-le-Bretonneux, Rue Du Monde, 2016 (1re éd. 2012), 43 p. (ISBN 978-2-35504-423-6)
- Andrée Poulin (ill. Véronique Joffre), N'aie pas peur, Montréal, Gallimard jeunesse, 2016, 48 p. (ISBN 978-2-07-507525-1)
- Isabelle Motrot (ill. Véronique Joffre), Femmes : 40 combattantes pour l'égalité, Paris, Gallimard jeunesse, coll. « BAM ! », septembre 2018, 40 p. (ISBN 978-2-07-510037-3)[5],[6],[7]

## Récompenses
- 2017 : Prix Dire É'lire du REP (réseau d'éducation prioritaire) de Montluçon, pour La folle journée de Nasreddin Hodja (avec Laurence Fugier)[8]